# Lacq
Lacq es una comuna nueva francesa situada en el departamento de Pirineos Atlánticos, de la región de Nueva Aquitania.

## Historia
- En 1972 absorbe la comuna de Audéjos.[3]
- El 1 de enero de 2024 absorbe la comuna de Urdès.[4]

## Demografía
Según los datos aportados en la última resolución del prefecto de Pirineos Atlánticos, la comuna pasa a tener 1053 habitantes.

## Composición
| Comuna fusionada | Código INSEE | Población (2021) | Superficie (km²) | Densidad (hab./km²) |
| ---------------- | ------------ | ---------------- | ---------------- | ------------------- |
| Lacq             | 64300        | 1034 (2022)      | 17.05            | 61                  |
| Urdès            | 64541        | 304              | 5.89             | 52                  |